# Mudge Island
Mudge Island ist eine Insel in der kanadischen Provinz British Columbia. Sie gehört zu den südlichen Gulf Islands in der Strait of Georgia und befindet sich zwischen Gabriola Island und Vancouver Island südöstlich von Nanaimo. Sie ist etwa 800 m breit und 4 km lang. Verwaltungstechnisch gehört die Insel zum Regional District of Nanaimo und dort, zusammen mit Gabriola Island und De Courcy Island, zum Bezirk B.
Sie ist nach William Fitzwilliam Mudge, einem der Offiziere der HMS Plumper benannt, die unter Kapitän George Henry Richards  1858–1859 die Region befuhr, um sie zu vermessen. Dabei gab der Kapitän den Inseln neue Namen, ohne nach den vorhandenen zu fragen.
Die Insel hat 60 dauerhafte Bewohner, deren Zahl im Sommer auf rund 100 bis 150 ansteigt. Außer einer privaten Marina namens Moonshine Cove, die Besucher zulässt, gibt es keinen Zugang, weder eine Brücke noch eine Fährverbindung. Allerdings hat sie, im Gegensatz zu den übrigen, kleinen Inseln der De Courcy Islands Strom-, Telefon- und Kabelnetz. Läden gibt es dort nicht.

## Geschichte

### Frühgeschichte
Am Ostrand von Vancouver Island lebten die Vorfahren der Snunéymuxw um 1840 in fünf Dörfern. 1987 ermittelte eine Untersuchung zehn sogenannte shell middens, verschiedene Höhlengrabstätten und Petroglyphen. Auf Mudge Island fanden sich mindestens sieben weitere archäologische Stätten. In der gegenüberliegenden Departure Bay wurden 1992 bis zu 2000 Jahre alte Artefakte ausgegraben. Sie stehen mit der Marpole-Kultur in Zusammenhang. An der False Narrows Site fand man 1966–1967 die Überreste von 86 Individuen und 2.194 Artefakte. David Burley untersuchte die Funde 1989 erneut und konnte die ältesten ins 1. vorchristliche Jahrhundert datieren. Die Funde weisen eine hohe kulturelle Kontinuität auf, lassen sich also den heutigen Snunéymuxw zuordnen. Zudem belegen sie eine ausgeprägte gesellschaftliche Differenzierung. Seit August 2007 wurden in der Departure Bay 15 weitere Gräber entdeckt.

### Europäische Siedler und Verdrängung der Salish
Das Verhältnis zwischen den in den 1860er Jahren auftauchenden ersten Siedlern und den Snunéymuxw war, folgt man der mündlichen Überlieferung, sehr gut. Einige der Siedler heirateten Salish-Frauen, die Indigenen tauschten Fisch gegen mitgebrachte europäische Früchte, wie Äpfel. Methodistische Missionare gewannen den gesamten Stamm, was in British Columbia eine Ausnahme darstellt, so dass jeder methodistische Indianer als Angehöriger der Snunéymuxw galt. 1876 setzte der Indian Reserve Commissioner zwei kleine Reservate fest, die sich auf Gabriola befanden. Damit verloren sie das Recht, auf Mudge zu leben.
Einer der ersten Siedler war David Samuel Reece Roberts aus England. Der 1846 geborene Mann kam 1871 nach Kanada und lebte, nach dem Zensus von 1881, auf Mudge Island. Er lebte zu dieser Zeit mit einer 28 Jahre alten Salish-Frau namens Mary, heiratete jedoch 1883 die 22-jährige Mary Isabella Martin, Tochter eines Siedlers von Gabriola. 1884 erhielt die Familie 160 Acre Land auf Mudge, wahrscheinlich das Land, das Roberts bereits vor 1881 in Besitz genommen hatte. Es lag zwischen Dodd’s Narrows und False Narrows. Er pflanzte Baldwin apples, eine besonders große Apfelsorte, auf Mudge, ebenso wie Pflaumen und Kirschen. Um 1892 verkehrte sogar eine Fähre namens Esperanza nach Mudge, wenn auch nur freitags. 1893 verstarb Mary Isabella während ihrer fünften Geburt. Acht Monate später heiratete Robert erneut, diesmal die 19-jährige Mary Silvie, Tochter von Joseph Silvie von Reid Island. 1901 lebte die Familie noch immer auf der Insel, doch 1920 ist sie nicht mehr verzeichnet, David lebte in Northfield bei Nanaimo. Stattdessen lebten zwei neue Familien auf der Insel, die Coxe und die Juriet.

## Belege
1. ↑  Andrew Scott: The Encyclopedia of Raincoast Place Names: A Complete Reference to Coastal British Columbia. Harbour Publishing, Madeira Park, BC 2009, ISBN 978-1-55017-484-7, S. 412 (englisch).
2. ↑  David Samuel Reece Roberts & family of Mudge Island, The Gabriola Historical & Museum Society (Memento vom 28. Oktober 2010 im Internet Archive)
3. ↑  Journal of the Gabriola Historical & Museum Society